# Opius latipediformis
Opius latipediformis (лат.) — вид паразитических наездников рода Opius из семейства Braconidae (Opiinae). Европа (Дания) и Центральная Азия (Иран). Мелкие наездники (менее 3 мм). От близких видов отличается следующими признаками: длина висков равна 0,8 от диаметра глаза; лицо, щёки и клипеус с длинными щетинками; усики 29-члениковые; голова позади глаз не расширена. Метасома и проподеум гладкие. Вид был впервые описан в 2004 году австрийским энтомологом Максом Фишером (Naturhistorisches Museum, Вена, Австрия), крупным специалистом по Braconidae, описавшим около тысячи видов наездников. Включён в состав подрода Hyponoydus.